# بخش دره‌رود
بخش دره‌رود، یکی از بخش‌های شهرستان انگوت در استان اردبیل ایران است. مرکز این بخش، شهر زیوه است.

## تقسیمات کشوری
- بخش دره‌رود
  - دهستان دره‌رود شمالی
  - دهستان دره‌رود جنوبی

شهر: زیوه

## جمعیت
بر پایه سرشماری عمومی نفوس و مسکن در سال ۱۳۹۵، جمعیت بخش دره‌رود برابر با ۶٬۵۱۳ نفر بوده است.